# Schnackenwerth

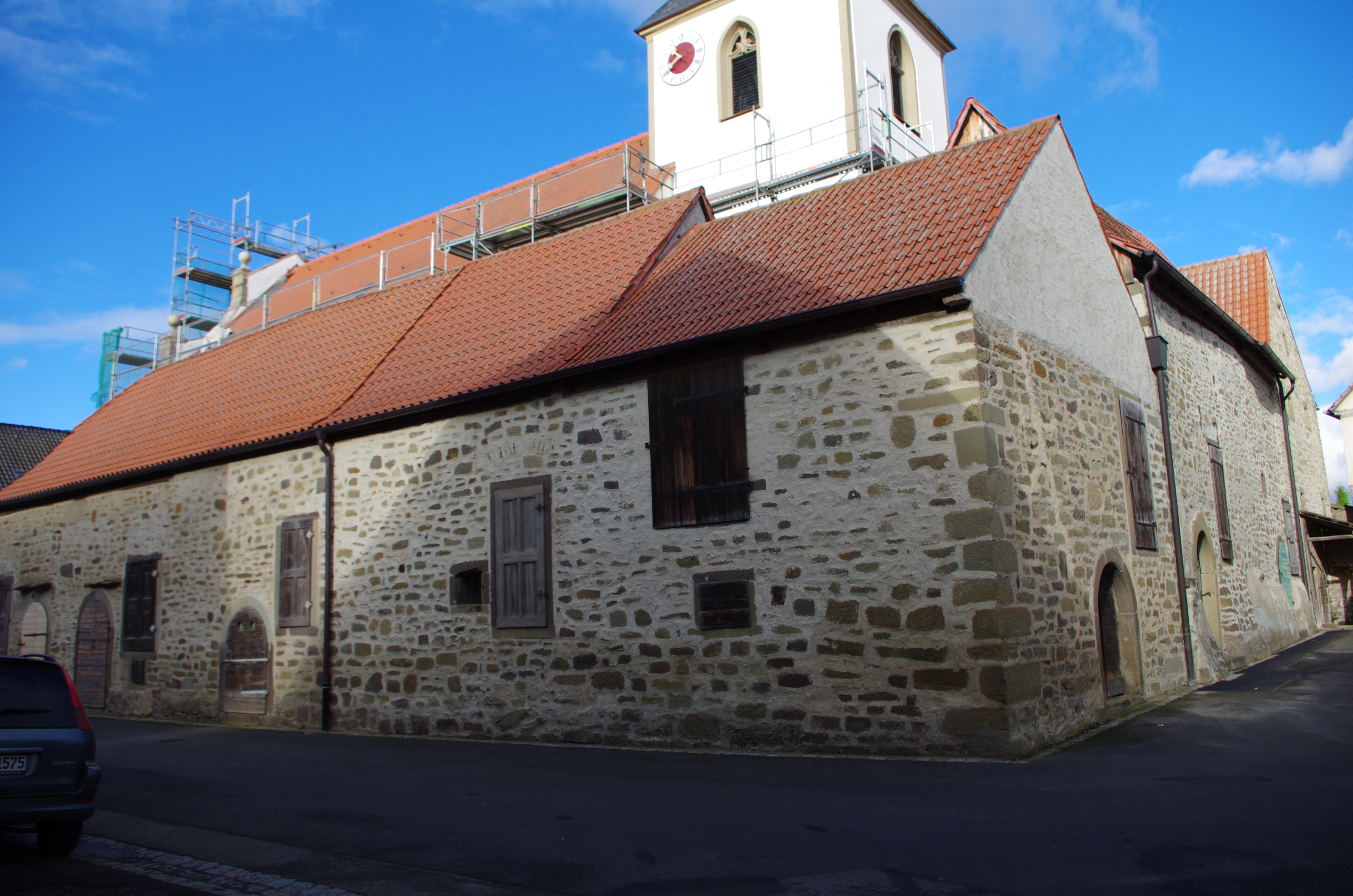
Der Gaden

Schnackenwerth ist ein Gemeindeteil des Marktes Werneck im unterfränkischen Landkreis Schweinfurt in Bayern.

## Geographie
Das Pfarrdorf befindet sich vier Kilometer nordöstlich von Werneck an der Bundesstraße 19, westlich der Wern am Schleeriether Bach. Nachbarorte sind im Westen Egenhausen, Schleerieth und Rundelshausen, im Süden Werneck und Ettleben, im Osten Bergrheinfeld und im Norden Geldersheim. Die Stadt Schweinfurt liegt etwa acht Kilometer nordöstlich.

## Geschichte
Bei Schnackenwerth befindet sich eine heute kaum noch sichtbare Viereckschanze mit Keramikfunden aus der späten Latènezeit; es ist die nördlichste Viereckschanze in Bayern.
Schnackenwerth wurde am 5. Februar 1015 erstmals urkundlich erwähnt. Historische Namen sind „Werede“, „Werda“ und „Weritha“, die vom althochdeutschen werid (Insel, erhöhtes Land) abgeleitet werden. 
Am 1. Juli 1972 wurde die Gemeinde im Zuge der Gebietsreform in Bayern nach Werneck eingegliedert.

### Baudenkmäler
Das Ortsbild wird geprägt von der Pfarrkirche St. Andreas mit dem gut erhaltenen Gaden (ein einräumiges Haus) und dem Friedhof mit Kreuzweg und Friedhofskreuz. Daneben gibt es eine Feldkapelle mit einem Schmerzensweg und eine Lourdesgrotte.
Weitere denkmalgeschützte Objekte sind der Gasthof und mehrere Bildstöcke.

### Sport
Der SV Schnackenwerth mit einem Sportplatz am Ortsausgang Richtung Bergrheinfeld hat Abteilungen für Korbball, Fußball und Pétanque.

## Wirtschaft und Infrastruktur
Das Dorf ist von der Landwirtschaft geprägt, viele Einwohner sind als Pendler in der Schweinfurter Industrie tätig.
Die Staatsstraße 2246, die Fortsetzung der Bundesstraße 19, führt westlich durch den Ort, von dort ist die gut einen Kilometer südlich des Ortes gelegene Autobahn A70 über die Anschlussstelle Werneck (AS 3) erreichbar.
Schnackenwerth ist an das Radwegenetz des Marktes Werneck angeschlossen.